# Sven Helbig

Sven Helbig live

Sven Helbig (* 1968 in Eisenhüttenstadt) ist ein deutscher Komponist, Regisseur und Musikproduzent. Als Komponist für Orchester-, Chor- und Kammermusik verbindet er elektronische Musik (Dark Ambient, Noise, Field Recordings) mit klassischen Instrumenten und Chören. Helbigs Kompositionen wurden unter anderem von den Wiener Symphonikern, der Staatskapelle Dresden, den BBC Singers, dem London Contemporary Orchestra und dem Fauré Quartett aufgeführt.

## Leben
Seine musikalische Laufbahn begann Sven Helbig als Klarinettist, später kamen Gitarre, Klavier und Schlagzeug dazu. Er studierte Musik in Dresden an der Hochschule für Musik „Carl-Maria von Weber“.
1996 gründete er gemeinsam mit dem Hornisten Markus Rindt die Dresdner Sinfoniker. Das Orchester spezialisierte sich auf neue, sinfonische Musik in außergewöhnlichen Inszenierungen und war das erste europäische Sinfonieorchester für ausschließlich zeitgenössische Musik. 2007 verließ er das Orchester, um sich verstärkt der eigenen musikalischen Arbeit zu widmen. Es entstanden Orchesterstücke, Chormusik und Kompositionen für elektronische Musik. 2013 erschien sein Debüt Pocket Symphonies beim Label Deutsche Grammophon.
2017 tourte er mit dem Chorwerk I Eat the Sun and Drink the Rain durch Europa, Nord- und Südamerika. Die Inszenierung für Chor, Electronics und Visuals gastierte u. a. im Barbican Centre (London), in der Elbphilharmonie (Hamburg), dem Alexandrinsky Theater (Sankt Petersburg), am BANFF Centre for Arts and Creativity (Canada), in der Reina Sofia Hall (Madrid) und im Bolschoi-Theater (Minsk).

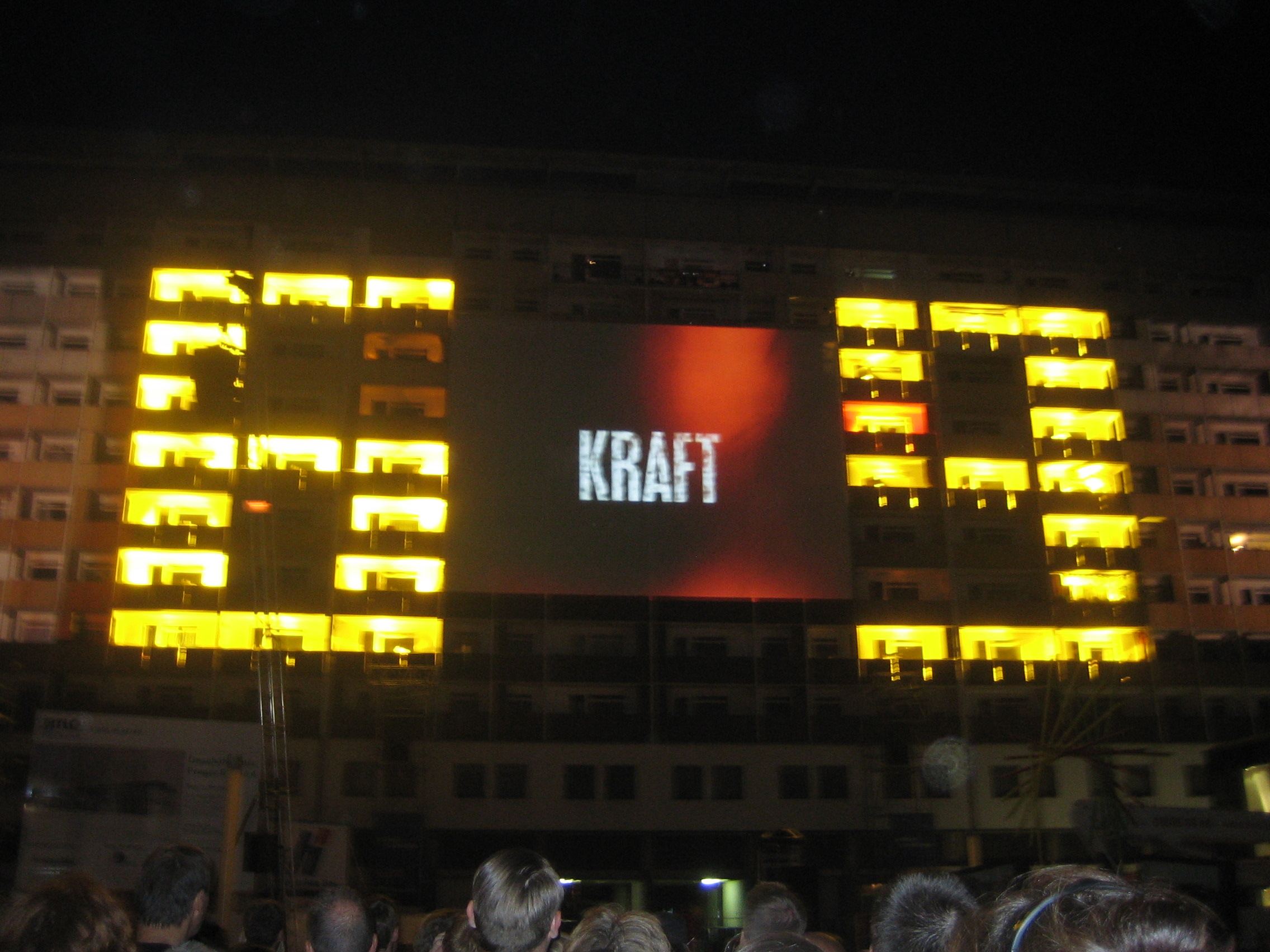
800 Jahre Dresden, Juli 2006

Seit 2004 arbeitet Sven Helbig kontinuierlich mit den Pet Shop Boys zusammen, zuerst als Produzent ihres Soundtracks Battleship Potemkin zu Sergej Eisensteins Stummfilmklassiker Panzerkreuzer Potemkin, später als Arrangeur des Balletts The Most Incredible Thing und der Alan-Turing-Story A Man From The Future. Er arrangiert und produziert auch für Rammstein, Snoop Dogg, Polarkreis 18, den Opernsänger René Pape, die Pianistin Olga Scheps und das Fauré Quartett.
Helbig arbeitet zudem als Regisseur. Unter seiner Regie entstanden Musikvideos, Bühnenshows und theatralische Multimedia-Ereignisse. So inszenierte er z. B. die Hochhaussinfonie zur 800-Jahr-Feier Dresdens, bei der die Musiker des Orchesters einzeln auf den Balkonen eines DDR-Plattenbaus in der 1989 zu historischer Bedeutung gelangten Prager Straße saßen.
Seit 2017 moderiert er auf Radio Eins die Sendereihe Schöne Töne, in der er moderne, grenzüberschreitende Musik vorstellt.
2022 erschien sein Konzeptalbum Skills.
Das von ihm geschaffene Cover-Artwork im Stil der Vanitasmalerei des 17. Jahrhunderts für das Album Skills wurde in einer gemeinsamen Ausstellung mit Gerhard Richter, Tony Cragg und William Kentridge gezeigt.

## Diskographie (Auswahl)
Alben unter Sven Helbig
- 2013: Pocket Symphonies – (Komponist) mit dem Fauré Quartett und dem MDR-Sinfonieorchester, Dirigent: Kristjan Järvi[6]
- 2016: Pocket Symphonies Electronica (Komponist), Remixe der Pocket Symphonies
- 2016: I Eat the Sun and Drink the Rain (Komponist, Texter), Werk für Chor und Live Electronics, Vocalconsort Berlin, Dirigent: Kristjan Järvi
- 2018: Tres Momentos (Komponist), 3-teiliges Stück für Streichorchester und Electronics mit dem Deutschen Kammerorchester Berlin
- 2019: Three Continents – (Komponist), Cellokonzert, Jan Vogler (Cello), WDR Sinfonieorchester
- 2022: Skills – (Komponist), Werk für Streichquartett, Bläserquartett und Electronics, mit Jörg Brückner (Hornist), Mondena Quartett
- 2025: Requiem A – (Komponist, Texter), Werk für Chor, Symphonieorchester, Solist (Bass) und Electronics, mit René Pape, Staatskapelle Dresden, Dresdner Kreuzchor

Alben als Produzent oder Arrangeur
- 2003: Mein Herz brennt – Torsten Rasch (Produzent), mit René Pape und Katharina Thalbach, erschienen bei Deutsche Grammophon
- 2004: Battleship Potemkin – Pet Shop Boys (Produzent)
- 2008: The Colour of Snow – Polarkreis 18 (Orchester-Arrangements)
- 2009: Liebe ist für alle da – Rammstein (Orchester- und Chorarrangements)
- 2009: Popsongs – Fauré Quartett (Arrangeur/Produzent)[7]
- 2010: MTV Unplugged Live aus’m MV – Sido – (Arrangeur/Produzent)
- 2010: Frei – Polarkreis 18 (Orchester-Arrangements/Produzent)
- 2011: The Most Incredible Thing – Pet Shop Boys (Orchester-Arrangements/Produzent)
- 2019: Unbetitelt – Rammstein (Streicher- und Chorarrangements)
- 2022: Zeit – Rammstein (Streicher- und Chorarrangements)
- 2022: Adieu – Rammstein (Chorarrangements)

## Projekte
- 2004: Uraufführung von The Battleship Potemkin auf dem Londoner Trafalgar Square
- 2006: Inszenierung der Hochhaussinfonie zur 800-Jahr-Feier Dresdens (Regie, Lichtdesign, Musik)
- 2006: The Mover Ballet, 250 Solarpannels tanzten zu seiner Musik während der Eröffnung des weltgrößten Solarparks in Arnheim
- 2007: MTV Europe Music Awards (EMA): Snoop Dogg und Orchester (Arrangements)
- 2009: Musikvideo The Colour Of Snow – Polarkreis 18 (Regie)
- 2009: Musikvideo Happy Go Lucky – Polarkreis 18 (Regie)
- 2011: Ballett The Most Incredible Thing am Sadler’s Wells, London (Orchesterarrangements)
- 2011: Da wird auch dein Herz sein – Chorwerk zur Eröffnung des 33. Deutschen Evangelischen Kirchentags in Dresden (Komposition, Regie)
- 2013: Wagner-reloaded, 200. Geburtstag von Richard Wagner mit Apocalyptica und Orchester, Uraufführung in der Arena Leipzig, Juli 2013, Regie: Gregor Seyffert, (Orchesterarrangements)
- 2014: A Man from the Future, Werk für Chor, Orchester, Electronics und Sprecher über das Leben Alan Turings von den Pet Shop Boys, Uraufführung bei den BBC Proms in der Royal Albert Hall, London (Chor- und Orchesterarrangements)
- 2025: Requiem A, zum Gedenktag des 80sten Jahrestages der Zerstörung Dresdens am 13.02.1945, Uraufführung Kreuzkirche Dresden durch den Dresdner Kreuzchor und die Sächsische Staatskapelle, Dirigent Kreuzkantor Martin Lehmann, Solo Bass Rene Pape, Sopran Joel Necker.

## Auszeichnungen
- 2004: ECHO Klassik in der Kategorie Beste Weltersteinspielung für Mein Herz brennt an Torsten Rasch
- 2010: ECHO Klassik in der Kategorie Klassik ohne Grenzen für Popsongs an Fauré Quartett
- 2013: Maestro-Titel der National Universität San Marin, Buenos Aires[8]
- 2019: Goldenes Bühnenkreuz des Kulturministeriums Litauens[9]
- 2022: Kunstpreis der Landeshauptstadt Dresden. Begründung der Jury: „Sven Helbig ist mit seiner Strahlkraft und seinem Innovationsdrang nicht nur für die kulturelle Landschaft in Deutschland prägend. International unterwegs, wandelt er zwischen den Genres, sprengt Definitionen und produziert damit einen neuen Ausdruck.“[10]